# Stefan Saliger
Stefan Saliger, född den 23 december 1967 i Limburg an der Lahn, Tyskland, är en tysk landhockeyspelare.
Han tog OS-guld i herrarnas landhockeyturnering i samband med de olympiska landhockeytävlingarna 1992 i Barcelona.